# Victor Abagna Mossa
Mons. Victor Abagna Mossa (* 18. června 1946 Makoua) je konžský římskokatolický duchovní a emeritní arcibiskup arcidiecéze Owando.

## Život
Narodil se 18. června 1946 v Makoua. Po absolvování malého semináře Sv. Pia X. v Makoua kde získal základní a střední vzdělání, pokračoval ve studiu filosofie a teologie v Brazzaville. Po dokončení studií byl vysvěcen na kněze dne 29. prosince 1974.
Působil jako asistent farního kněze v Gambomě (1975–1977), učitel francouzštiny na škole Salvatora Allendeho v Makoua, profesor a ředitel v Semináři Sv. Pia X.. Roku 1992 byl zvolen generálním vikářem diecéze Owando. Poté se stal farářem ve farnosti Svatého Jana Maria Vianney v Ewu a pak byl poslán do Namuru (Belgie), kde byl nemocničním kaplanem a administrátorem farnosti Sacré-Coeur a Svatého Karla v Vedrin Les Comognes. Dne 11. února 2011 byl ustanoven biskupem diecéze Owando. Biskupské svěcení získal 25. března 2011 z rukou kardinála Laurenta Monsengwo Pasinya, a spolusvětiteli byli Stanislas Marie Lalanne a Jan Romeo Pawłowski. Do funkce biskupa byl uveden 3. dubna 2011.
Dne 30. května 2020 povýšil papež František diecézi na metropolitní arcidiecézi a tím se stal metropolitním arcibiskupem.
Dne 20. srpna 2023 papež František přijal jeho rezignaci na post arcibiskupa z důvodu dosaženo kanonického věku 75 let.

## Biskupská genealogie
Následující tabulka obsahuje genealogický strom, který ukazuje vztah mezi svěcencem a světitelem – pro každého biskupa na seznamu je předchůdcem jeho světitel, zatímco následovníkem je biskup, kterého vysvětil. Rekonstrukcím a vyhledáním původu v rodové linii ze zabývá historiografická disciplína biskupská genealogie.
1. Scipione Rebiba
2. Giulio Antonio Santorio
3. Girolamo Bernerio
4. Galeazzo Sanvitale
5. Ludovico Ludovisi
6. Luigi Caetani
7. Ulderico Carpegna
8. Paluzzo Paluzzi Altieri Degli Albertoni
9. Benedikt XIII.
10. Benedikt XIV.
11. Klement XIII.
12. Henry Benedict Stuart
13. Lev XII.
14. Chiarissimo Falconieri Mellini
15. Camillo Di Pietro
16. Mieczyslaw Halka Ledóchowski
17. Jan Puzyna
18. Józef Bilczewski
19. Bolesław Twardowski
20. Eugeniusz Baziak
21. Jan Pavel II.
22. Laurent Monsengwo Pasinya
23. Victor Abagna Mossa